# Ezequiel Adamovsky
Ezequiel Adamovsky (Buenos Aires, 1971) es un historiador y ensayista argentino, Investigador en el Consejo Nacional de Investigaciones Científicas y Técnicas (CONICET) y profesor en la Universidad de Buenos Aires y en la Universidad Nacional de San Martín. 

## Trayectoria profesional
Realizó sus estudios en la Facultad de Filosofía y Letras de la Universidad de Buenos Aires, donde recibió los títulos de Profesor y de Licenciado en Historia. Continuó su formación en University College London, donde obtuvo un doctorado en Historia en 2004. Desde 2005 se desempeña como Investigador en el Consejo Nacional de Investigaciones Científicas y Técnicas (CONICET) y en 2008 fue Investigador Invitado en el Centro Nacional para la Investigación Científica (CNRS) de Francia. Dicta clases en la Universidad de Buenos Aires y en la Universidad Nacional de San Martín y enseñó en otras universidades de Argentina y el exterior.
Sus investigaciones históricas comenzaron en el campo de la historia intelectual europea de los siglos XVIII y XIX, a la que aportó contribuciones novedosas sobre la historia de la tradición liberal y sobre el surgimiento del concepto de "Europa Oriental". Posteriormente se orientó a la historia social y cultural argentina, con trabajos destacados sobre la historia de la clase media, el peronismo, el criollismo popular y la dimensión étnico-racial en las identidades de clase. Se interesó asimismo por la divulgación histórica, campo para el que diseñó, junto a Gabriel Di Meglio, las primeras iniciativas de formación profesional en la Argentina.

## Actuación pública
Desde temprana edad integró movimientos sociales y colectivos políticos de izquierda independiente. Durante su adolescencia tuvo una intensa participación en el movimiento estudiantil en San Miguel (Buenos Aires). Posteriormente integró el comité editor de la revista El Rodaballo y estuvo involucrado en colectivos del movimiento de resistencia global, junto al cual participó de la Contracumbre de Génova (2001) y del Foro Social Mundial. Tomó parte en la rebelión de 2001 en Buenos Aires y, por los siguientes cuatro años, fue miembro del movimiento de Asambleas populares que surgió de ella. Durante ese período colaboró con los cursos de capacitación política y los emprendimientos editoriales de  Z Communications. Entre 2010 y su partición en 2013 colaboró con el Frente Popular Darío Santillán. Como fruto de esa actividad escribió varios libros y ensayos, algunos de los cuales fueron traducidos a varios idiomas. Publica regularmente en la prensa argentina e internacional.

## Premios
- James Alexander Robertson Memorial Prize (Conference on Latin American History), 2009.
- Premio Nacional, Primer premio (Ministerio de Cultura), 2013.
- Premio Bernardo Houssay (Ministerio de Ciencia, Tecnología e Innovación), 2015.
- Premio Iberoamericano Book Award (Latin American Studies Association), 2020.
- Premio Konex Ensayo Político (Fundación Konex), 2024.[7]

## Libros académicos principales
- Euro-Orientalism: Liberal Ideology and the Image of Russia in France, c. 1740–1880 (Oxford, Peter Lang, 2006)
- Historia de la clase media argentina: Apogeo y decadencia de una ilusión, 1919-2003 (Buenos Aires, Planeta, 2009)
- Historia de las clases populares en Argentina, de 1880 a 2003 (Buenos Aires, Sudamericana, 2012)
- La marchita, el escudo y el bombo: una historia cultural de los emblemas del peronismo (con Esteban Buch, Buenos Aires, Planeta, 2016)
- El gaucho indómito: de Martín Fierro a Perón, el emblema imposible de una nación desgarrada (Buenos Aires, Siglo Veintiuno, 2019)
- Historia de la Argentina, biografía de un país (desde la conquista española hasta nuestros días)(Buenos Aires, Crítica, 2020)
- La fiesta de los negros: una historia del antiguo carnaval de Buenos Aires y su legado en la cultura popular (Buenos Aires, Siglo Veintiuno, 2024).

## Ensayos principales
- Anticapitalismo para Principiantes: la nueva generación de movimientos emancipatorios (Buenos Aires, Era Naciente, 2003; traducciones alemana, japonesa, coreana y norteamericana)
- Más allá de la vieja izquierda: seis ensayos para un nuevo anticapitalismo (Buenos Aires, Prometeo, 2007)
- El cambio y la impostura: la derrota del kirchnerismo, Macri y la ilusión PRO (Buenos Aires, Planeta, 2017)
- Del antiperonismo al individualismo autoritario: Ensayos e intervenciones, 2015-2023 (San Martín, Unsam Edita, 2023)